# Buławnik wielkokwiatowy
Buławnik wielkokwiatowy (Cephalanthera damasonium (Mill.) Druce) – gatunek rośliny należący do rodziny storczykowatych (Orchidaceae).

## Rozmieszczenie geograficzne
Występuje w południowej i środkowej Europie oraz w Turcji. W Polsce jest gatunkiem rzadkim i w ostatnich latach zmniejsza się liczba jego stanowisk. Występuje na niżu i w niższych położeniach górskich. Dużo częściej występuje w południowych regionach Polski, szczególnie na Wyżynie Krakowsko-Częstochowskiej i Śląskiej, w niższych partiach Sudetów (m.in. w Górach Kaczawskich i Krowiarkach) oraz na pogórzu. W północnej i środkowej Polsce jest bardzo rzadki, w północno-wschodniej brak go w ogóle.

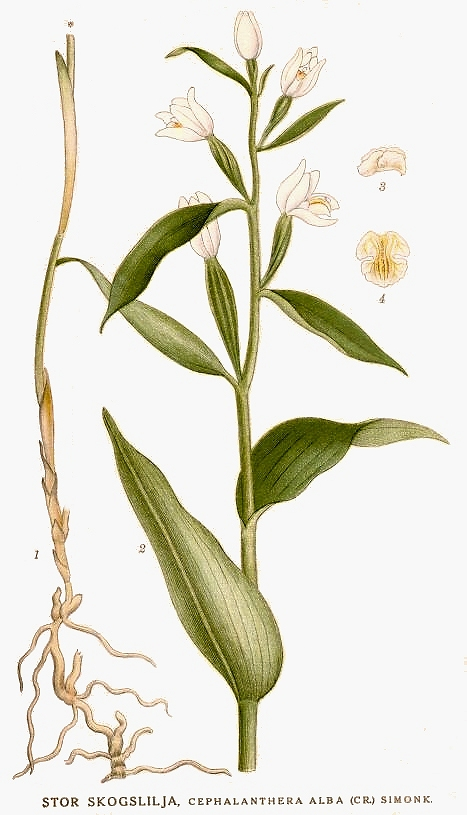
Morfologia

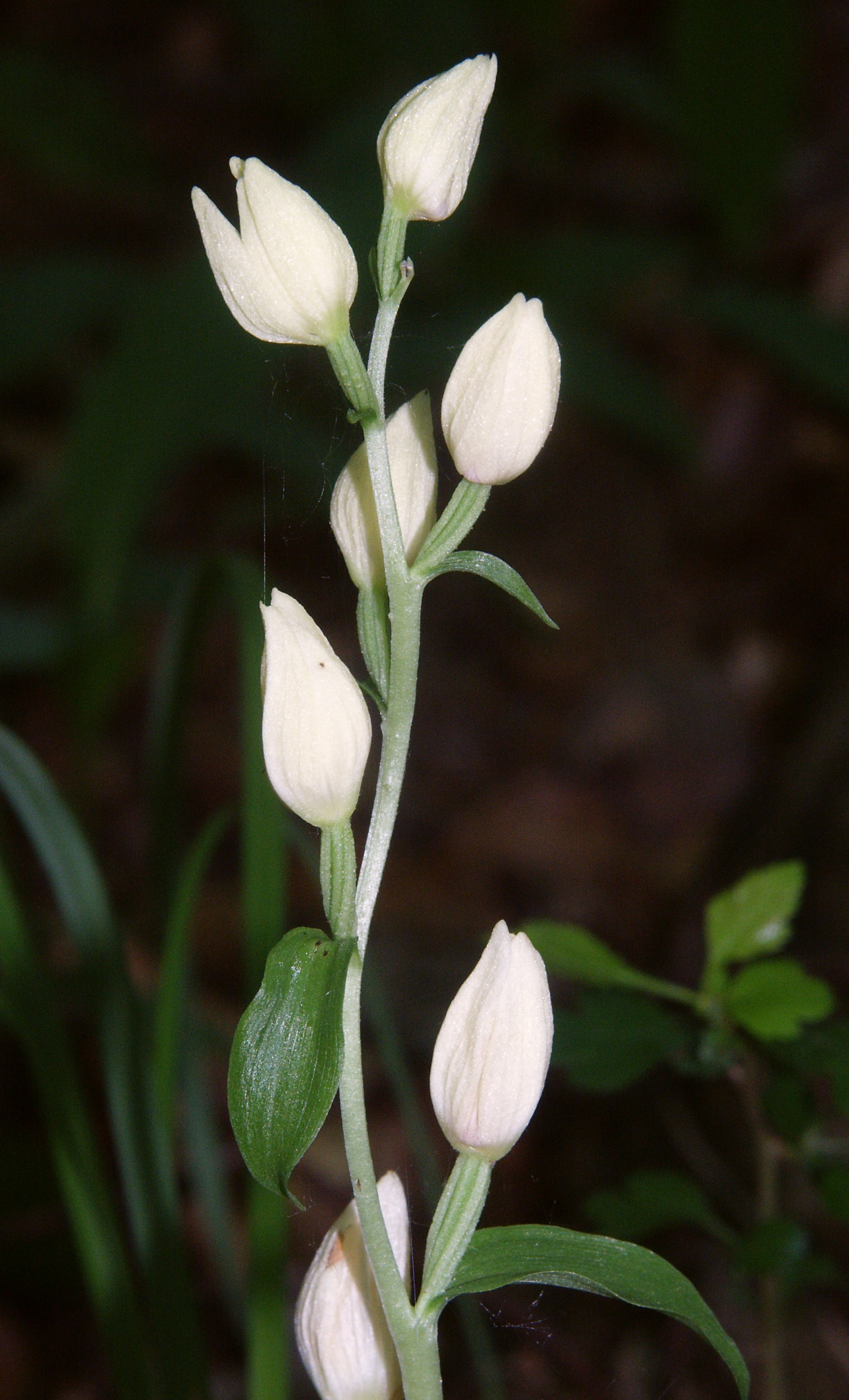
Kwiaty

## Morfologia
ŁodygaWzniesiona, naga, falista, o wysokości 20–60 cm. Pod ziemią poziome kłącze, z którego często wyrasta kilka łodyg.
LiścieUlistnienie naprzeciwległe. Liście równomiernie rozmieszczone. Ich wielkość od nasady do środka łodygi stopniowo rośnie, potem w górę maleje. Środkowe, największe liście są szerokolancetowate i mają długość do 11 cm przy szerokości do 5,5 cm. Na łodydze jest 3–5, wyjątkowo do 8 liści o wyraźnej nerwacji, które swoimi nasadami obejmują łodygę.
Kwiatyżółtawo-białe, o długości 15–20 mm, zebrane w 2–20 kwiatowe kłosy o długości 6–22 cm. Dolne przysadki są 2–3 razy dłuższe od zalążni, najwyższe są około dwukrotnie od niej krótsze. Kwiaty rzadko są otwarte, przeważnie ich listki okwiatu są stulone. Warżka jest dwuczłonowa, pomarańczowo nabiegła i skierowana jest w dół. Nie posiada ostrogi. Pozostałe działki są dłuższe od warżki. Prętosłup białawy.

## Biologia i ekologia
Bylina, geofit. Kwitnie w maju i czerwcu, roślina samopylna. Rośnie w świetlistych lasach liściastych i zaroślach (m.in. jest gatunkiem charakterystycznym dla buczyny storczykowej). Roślina wapieniolubna. W klasyfikacji zbiorowisk roślinnych gatunek charakterystyczny dla All. Fagion, SAll. Cephalanthero-rubrae-Fagetum. Liczba chromosomów 2n = 36.

## Zmienność
Tworzy mieszańce z buławnikiem czerwonym (Cephalanthera rubra) i buławnikiem mieczolistnym (Cephalanthera longifolia).

## Zagrożenia i ochrona
Roślina objęta ścisłą ochroną gatunkową. W opracowaniu Czerwona lista roślin i grzybów Polski (2006) jest umieszczona w grupie gatunków zagrożonych wyginięciem (kategoria zagrożenia V). W wydaniu z 2016 roku otrzymała kategorię NT (bliski zagrożenia).
W klasyfikacji IUCN gatunek narażony na wyginięcie (kategoria VU). Zagrożony jest przez wyrąb lasów i ich zamianę na lasy iglaste.